# Ricardo Enrique Rosales
Ricardo Enrique Rosales Martínez (Cartagena, Bolívar; 31 de enero de 2001) es un futbolista colombiano que juega como lateral derecho en Barranquilla futbol club de la Categoría Primera B de Colombia.

## Carrera en clubes

### Millonarios

#### 2015-2020
Se formó en las Divisiones menores de Millonarios en donde llegó en el año 2015, llegando a jugar la Copa Libertadores sub-20 de 2020. Paralelamente estuvo convocado en varias oportunidades en la Selección Bogotá en los torneos Difutbol.

#### 2021
Tras la incapacidad médica del para aquel entonces segundo capitán del equipo profesional, Andrés Felipe Román, Rosales es promovido al plantel por el entrenador Alberto Gamero en el mes de marzo de 2021.
Debutó profesionalmente el día 18 de abril por la última fecha del torneo apertura en la victoria 3-1 ante el Deportivo Cali. En dicho encuentro Rosales brindaría una asistencia al minuto 50’ de juego con un centro a Fernando Uribe.

## Estadísticas
| Club                   | Div.                | Temporada           | Liga  | Liga  | Liga  | Copa Nacional | Copa Nacional | Copa Nacional | Copa Internacional | Copa Internacional | Copa Internacional | Total | Total | Total |
| Club                   | Div.                | Temporada           | Part. | Goles | Asis. | Part.         | Goles         | Asis.         | Part.              | Goles              | Asis.              | Part. | Goles | Asis. |
| ---------------------- | ------------------- | ------------------- | ----- | ----- | ----- | ------------- | ------------- | ------------- | ------------------ | ------------------ | ------------------ | ----- | ----- | ----- |
| Millonarios · Colombia | 1.ª                 | 2021                | 2     | 0     | 1     | —             | —             | —             | —                  | —                  | —                  | 2     | 0     | 1     |
| Millonarios · Colombia | 1.ª                 | 2022                | 13    | 0     | 0     | 2             | 1             | 0             | 0                  | 0                  | 0                  | 15    | 1     | 0     |
| Millonarios · Colombia | 1.ª                 | 2023                | 4     | 0     | 0     | 0             | 0             | 0             | 0                  | 0                  | 0                  | 4     | 0     | 0     |
| Millonarios · Colombia | Total               | Total               | 19    | 0     | 1     | 2             | 1             | 0             | 0                  | 0                  | 0                  | 21    | 1     | 1     |
| Total en su carrera    | Total en su carrera | Total en su carrera | 19    | 0     | 1     | 2             | 1             | 0             | 0                  | 0                  | 0                  | 21    | 1     | 1     |

## Palmarés

### Campeonatos nacionales
| Título                | Club        | Año  |
| --------------------- | ----------- | ---- |
| Copa Colombia         | Millonarios | 2022 |
| Torneo Apertura       | Millonarios | 2023 |
| Superliga de Colombia | Millonarios | 2024 |